# DM三井製糖
DM三井製糖株式会社（ディーエムみついせいとう、英: Mitsui DM Sugar Co.,Ltd.）は、2021年4月1日に日本の製糖業界最大手の食料品会社である三井製糖(2代)と、同じく製糖業界大手の大日本明治製糖(DM)が経営統合し発足した企業。

## 概要
三井物産が筆頭株主であり、三井グループの1社。三井業際研究所（二木会の直属シンクタンク）及び月曜会（三井グループ各社の役員間の相互親睦と情報交換を目的とする会合）に加盟している。なお、上記経営統合に伴う当社の発足により、主要株主（第2位）として新たに三菱商事が加わり、同社の持分法適用関連会社に該当することとなった。
経営統合について
2020年3月25日、三井製糖、大日本明治製糖、日本甜菜製糖の3社が持株会社方式を採用した三井製糖と大日本明治製糖の経営統合、及び統合持株会社と日本甜菜製糖との資本業務提携に関する協議を開始した。
2020年10月15日、三井製糖及び大日本明治製糖は、経営統合に関する最終契約を締結。これによって2021年4月をめどに、
1. 大日本明治製糖を三井製糖の完全子会社とする。
2. 1の効力発生を条件に、三井製糖のグループ経営管理、不動産管理を除く一切の事業を分割準備会社に承継させ、持株会社に移行する。
3. 1および2の効力発生を条件に、三井製糖はDM三井製糖ホールディングス、分割準備会社は三井製糖(3代)[注釈 1]へ、それぞれ商号変更。
4. 統合持株会社は、旧三井製糖の証券コード（2109）で上場を維持する。

## 沿革

### 大日本明治製糖

#### 旧大日本製糖
- 1890年（明治23年）-  鈴木藤三郎が鈴木製糖所を設立。
- 1895年（明治28年）12月 - 鈴木製糖所を前身として東京都小名木川畔の東京府南葛飾郡砂村（現・東京都江東区北砂）に、日本初の近代的製糖事業を行う日本精製糖株式会社を設立。渋沢栄一

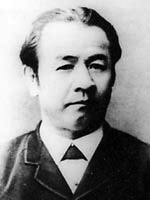
渋沢栄一

- 1896年（明治29年）- 渋沢栄一が日本精糖を設立し、取締役に就任[2]。
- 1900年（明治33年）- 玉置半右衛門を中心とした八丈島からの開拓団が沖縄県大東諸島に入植。玉置商会が設立され、粗糖生産活動を開始。大東諸島の自治を行う“植民地会社”的な存在となった。後に東洋製糖株式会社に改名。
- 1906年（明治39年）11月14日 - 日本精糖は資本金を1200万円に増資、商号を大日本製糖に改称。
- 1906年（明治39年）12月 - 台湾での製糖業に進出。
- 1907年（明治40年）- 日本国初の角砂糖の製造発売を開始。
- 1909年（明治42年）- 政界工作が発覚し疑獄事件が発生（日糖事件）。相談役であった渋沢栄一が実業家の藤山雷太に社長就任を依頼し事態を収拾した。
- 1927年（昭和2年）- 東洋製糖株式会社を合併。大東諸島の“植民地経営”も引き継ぐ。
- 1943年（昭和18年）- 11月 日糖興業株式会社に名称変更。
- 1945年（昭和20年） 8月 - 第二次世界大戦の終結に伴い、沖縄を含む在外資産の全てを没収される。
- 1946年（昭和21年）- 大東諸島でもアメリカ軍政開始。大日本製糖による“植民地支配”終結。
- 1950年（昭和25年） 4月 - 新たな大日本製糖を発足。
- 1956年（昭和31年） 10月 - ポリエチレン袋入り砂糖を発売。
- 1957年（昭和32年） 7月 - 社長藤山愛一郎が岸信介内閣の外務大臣となったため辞任し、藤山勝彦が社長に就任。
- 1971年（昭和46年） 1月 - 三菱商事、明治製糖と3社共同で東日本製糖株式会社（現・新東日本製糖）を設立。砂糖製造を委託。
- 1972年（昭和47年）- 調味料を開発し「コクベース」として発売開始。
- 1982年（昭和57年） 7月 - 三菱商事と共同で西日本製糖株式会社（現・関門製糖）を設立。砂糖製造を委託。
- 1984年（昭和59年） 3月 - 大日本製糖、明治製糖の2社が累積赤字解消のために同名の新会社に営業譲渡[注釈 2]。三菱商事100%出資となる。

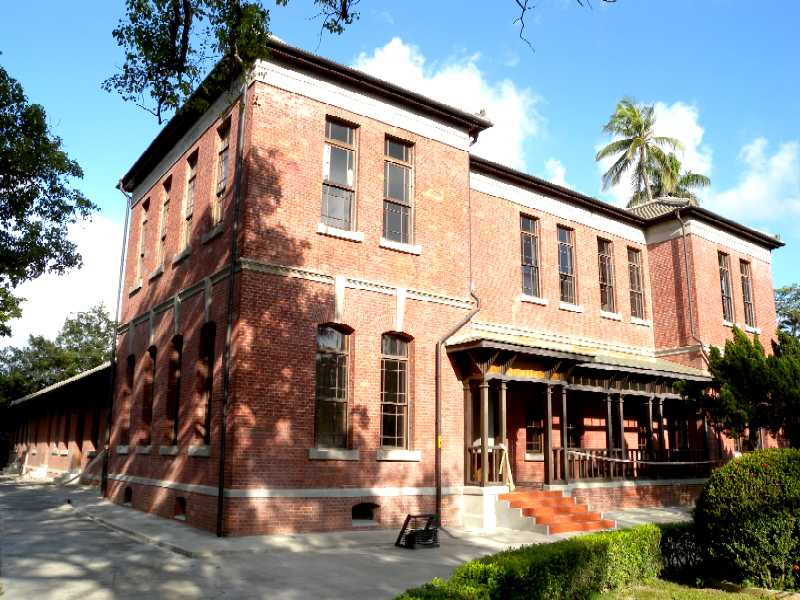
明治製糖株式会社本社旧庁舍（台南市麻豆区総爺）

#### 旧明治製糖
- 1906年（明治39年）12月 - 日本国籍4番目の精製糖会社として、相馬半治、渋沢栄一、小川䤡吉の共同出資で台湾・塩水港庁蔴荳支庁（現：台南市麻豆区）総爺に明治製糖株式会社が設立された。
- 1909年（明治42年）6月1日 - 明治製糖株式会社番子田線（後の隆田線、現在は廃止）番仔田～蕭壠間開業。
- 1912年（明治45年）1月 - 横浜精糖株式会社と合併し川崎工場を継承。
- 1916年（大正5年）2月 - 製菓部門として、大正製菓（後の明治製菓）を設立。
- 1917年（大正6年）12月 - 房総煉乳株式会社に資本参加（乳業分野の事業は、のちに明治乳業となる）。
- 1923年（大正12年）- 日本甜菜製糖(初代)を吸収合併（後に子会社の北海道製糖が、日本甜菜製糖(2代)に変更し復活[注釈 3]）
- 1945年（昭和20年） 8月 - 第二次世界大戦の終結に伴い、在外資産の全てを没収される。
- 1950年（昭和25年） 8月 - 明治製糖の後身として明糖株式会社を設立。
- 1952年（昭和27年） 5月 - 明糖が明治製糖株式会社に名称変更。
- 1971年（昭和46年） 1月 - 大日本製糖、三菱商事の3社共同で東日本製糖株式会社（現・新東日本製糖）を設立。砂糖製造を委託。
- 1981年（昭和56年） 2月 - 千葉工場の操業を開始（現在まで続く唯一の工場）。
- 1983年（昭和58年） 2月 - 大日本製糖と三菱商事が設立した西日本製糖株式会社に出資。
- 1984年（昭和59年） 3月 - 累積赤字解消のために大日本製糖に営業譲渡[注釈 4]。三菱商事100%出資子会社となる。

#### 大日本明治製糖
- 1996年（平成8年） 7月 - 大日本製糖と明治製糖が合併し大日本明治製糖株式会社発足。合併比率は1対1。旧大日本製糖が売上高業界6位、旧明治製糖が7位で合併後は1位であった。ブランドは大日本製糖のばら印を継続。
- 2001年（平成13年） 4月 - 日本甜菜製糖と関門製糖において砂糖の共同生産開始。
- 2002年（平成14年） 3月 - 塩水港精糖・大東製糖の2社と共同して関西製糖を設立。塩水港精糖の大阪府泉佐野市工場を関西製糖へ移管。砂糖の製造を委託。
- 2002年（平成14年） 7月 - 日新製糖・大東製糖の2社と新東日本製糖で共同生産開始。
- 2005年（平成17年） 10月 - 中日本氷糖株式会社が関西製糖での共同生産に参加。
- 2020年（令和2年）5月 - 本店を東京都千代田区内幸町2丁目1番1号 飯野ビルディング10階に移転[3]。
- 2020年（令和2年）10月 - 食品部門で取り扱う一部商品及び当該商品の製造拠点である堺事務所を三菱商事ライフサイエンス株式会社に2021年3月31日を目途に譲渡することを発表[4]。
- 2021年（令和3年）3月31日 - 「コクミシュガー」「キヌア」「ラクトベース」「ラクトマイスター」を除く、食品事業および商品の一部を三菱商品ライフサイエンス株式会社に譲渡[5]。
- 2022年（令和4年）10月1日 - 三井製糖(3代) [注釈 1]に合併し解散[6]。

### 三井製糖
出典：三井製糖株式会社　公式ホームページ「沿革」
- 1947年9昭和22年月 -  湘南糖化工業株式会社として創立。
- 1949年（昭和24年）1月 - 横浜精糖株式会社へ商号変更。
- 1953年（昭和28年）12月 - 東京証券取引所1部上場。
- 1961年（昭和36年）10月 - 大阪証券取引所1部上場。
- 1962年（昭和37年）12月 - 大阪製糖がベルマーク教育助成財団に協賛し、製品にベルマークを貼附。
- 1963年（昭和38年）12月 - 芝浦精糖がタイ国の製糖工場を買収し、芝浦現地法人：The Kumphawapi Sugar Co.,Ltd.）を設立。

- 1970年（昭和45年）11月 - 横浜製糖が大阪製糖株式会社および芝浦精糖株式会社と合併し、三井製糖株式会社(初代)へ商号変更。
- 1972年（昭和47年）12月 - 本社所在地を東京都中央区日本橋本町3丁目8番3号に移転。
- 1982年（昭和57年）1月 - 三井製糖食品株式会社を設立し、二次製品販売部門を独立。
- 1983年（昭和58年）10月 - 川崎工場精糖生産を休止し、芝浦工場を東部工場に名称変更。
- 1984年（昭和59年）11月 - 機能性甘味料「パラチノース」の製造販売を開始。
- 1992年（平成4年）8月 - 本社所在地を東京都中央区日本橋本町2丁目8番2号に移転。
- 1994年（平成6年）10月 - 三井製糖食品株式会社を合併。
- 2001年（平成13年）4月 - 新名糖株式会社を合併し新三井製糖株式会社に商号変更。また、主要工場に千葉工場が加入。
- 2002年（平成14年）9月 - 東部工場を閉鎖し、翌月には該当工場の生産を千葉工場へ集約。
- 2005年（平成17年）4月 - 台糖株式会社、株式会社ケイ・エスを合併し三井製糖株式会社(2代)に商号変更。
- 2011年（平成23年）12月 - 中国上海市に現地駐在員事務所を開設。
- 2012年（平成24年）6月 - 北海道糖業株式会社を連結子会社化。
- 2012年（平成24年）7月 - 本社所在地を東京都中央区日本橋箱崎町36番2号に移転。
- 2012年（平成24年）9月 - 岡山工場の精製糖生産を終了。
- 2014年（平成26年）4月 - 会社分割により、食品素材事業の一部を連結子会社の株式会社タイショーテクノスに承継。
- 2014年（平成26年）12月 - ニュートリー株式会社を連結子会社化。
- 2015年（平成27年）6月 - 岡山工場を閉鎖。
- 2016年（平成28年）2月 - タイ王国バンコクに現地駐在員事務所を開設。
- 2018年（平成30年）10月 - SIS’88 Pte. Ltd.と同社子会社のAsian Blending Pte. Ltd.を連結子会社化。
- 2019年（平成31年）2月 - 長田工場を閉鎖し、食品添加物の生産を連結子会社の株式会社タイショーテクノスに集約。

### DM三井製糖
- 2021年（令和3年）4月1日 - 三井製糖(2代)と大日本明治製糖の経営統合により、DM三井製糖ホールディングス株式会社発足（詳細は#概要を参照）[7]。
- 2022年（令和4年）10月1日 - 三井製糖(3代)が大日本明治製糖を吸収合併し、DM三井製糖株式会社(初代)に商号変更。
- 2023年（令和5年）5月1日 - 本社所在地を東京都港区芝 5丁目26番16号に移転。
- 2025年（令和7年）4月1日 - DM三井製糖株式会社(初代)を吸収合併し、DM三井製糖株式会社(2代)に商号変更のうえ事業会社に移行[8]。

## グループの展開
DM三井製糖グループは、「スプーン印」の商標で知られる砂糖事業の他、機能性食品や甘味料、香料等の食品添加物、調味料の製造販売を行っている。2023年3月期の売上構成は砂糖事業84.8%、ライフ・エナジー事業13.7%、不動産事業1.5%となっている。
なお、大日本明治製糖は、かつて「ばら印」のブランドで家庭用・業務用の砂糖、調味料等を製造販売していた。そのほか、砂糖の製造は、精糖各社と共同・合弁の新東日本製糖、関門製糖、関西製糖に委託し、「アンデスのスーパー穀物『キヌア』」を取り扱っていた。調味料は酵母エキス系調味料の「コクベース」、乳酵母エキスの「ラクトベース」を販売していた。

## 関係会社
主な出典：

### 連結子会社
- 株式会社タイショーテクノス（東京都港区）- 食品添加物等の製造・販売
- 明糖倉庫株式会社（東京都港区）- 発券倉庫、構内荷役、運搬
- ダイヤマーケットクリエーション株式会社（東京都港区）- 砂糖類及びその他糖類、食料品の仕入・販売
- 北海道糖業株式会社（北海道札幌市）- ビート糖及び機能性食品等の製造販売
- ニュートリー株式会社（三重県四日市市）- 栄養療法食品及び嚥下障害対応食品などの開発、製造販売
- 株式会社平野屋（大阪府大阪市）- 砂糖、糖化製品、その他食品原材料の販売
- スプーンシュガー株式会社（兵庫県神戸市）- 砂糖の包装・荷役・製袋、加工糖の製造
- 日糖産業株式会社（福岡県北九州市）- 紙袋・合成樹脂製品の製造・販売
- 鳳氷糖株式会社（福岡県北九州市）- 氷砂糖の製造販売
- 関門製糖株式会社（福岡県北九州市）- 砂糖の製造加工
- 生和糖業株式会社（鹿児島県鹿児島市）- 原料糖の製造販売
- 石垣島製糖株式会社（沖縄県石垣市）- 原料糖の製造・販売
- 株式会社ディーツーモンドシュガー・カンパニー（東京都港区）- 持株会社
- ナカトラ不動産株式会社（東京都港区）- 不動産賃貸
- SIS’88 Pte. Ltd.（シンガポール）- 精製糖コンシューマーパック事業
- Asian Blending Pte. Ltd.（シンガポール）- 家庭及び業務用粉末飲料等の加工製品の開発・製造・販売

### 持分法適用関連会社
- 南西糖業株式会社（東京都千代田区）- 甘蔗分蜜糖の製造販売
- 新東日本製糖株式会社（千葉県千葉市） - 砂糖の製造加工
- 関西製糖株式会社（大阪府泉佐野市）- 砂糖の製造加工
- サクラ食品工業株式会社（大阪府吹田市）- シロップ、砂糖、希釈飲料、調味料、ゼリーなどの製造・販売
- 甲南ユーテイリテイ株式会社（兵庫県神戸市）- 蒸気・電気等の供給、排水処理、共同防火設備管理運営業
- 箱崎ユーティリティ株式会社（福岡県福岡市）- 蒸気の供給、共同受電による電気の供給、用水供給、排水処理
- 宮古製糖株式会社（沖縄県宮古島市）- 砂糖（分蜜糖・黒砂糖）の製造販売および糖蜜の販売
- Kaset Phol Sugar Ltd.（タイ国バンコク市）- 蔗糖より白糖・粗糖の製造販売
- 中糧糖業遼寧有限公司（中国遼寧省営口市）- 精製糖の製造・販売
- 遼寧長和制糖有限公司（中国遼寧省営口市）- 精製糖及び加工糖の製造・販売

## 旧明治製糖グループ
旧明治製糖から派生した会社。かつては明治製糖を含めた全社が、旧明治製菓のロゴを使用していた。
- 明治ホールディングス
  - 明治製菓 → Meiji Seika ファルマ株式会社
  - 明治乳業 → 株式会社明治
両社は、旧明治製糖から分離した企業同士であり、同根（同門）企業として協力関係を保ちつつ、一方で資本関係はない独立企業として運営されてきたが、2009年4月に純粋持株会社「明治ホールディングス」を設立して経営統合した。2011年4月に事業再編を行い、明治製菓は医薬品事業を主力とするMeiji Seika ファルマ株式会社に、明治乳業は明治製菓の食品事業等を統合して「製菓・乳業」の文字を外した株式会社明治に社名を変更した。
両社の関係は、同根の企業としてだけではなく、戦前に明治製菓（および明治商事）が明治乳業へ乳業部門を譲渡したという関係であったが、資本の結びつきはなく、系列の会社としても位置付けられなかった。しかし、同根の企業同士としての人的交流は深く、明治製菓の食材を活かした明治乳業のアイスクリーム、明治乳業のヨーグルトを活かした明治製菓のキャンディというように、協力し合った商品開発を行っていた。
- 日本甜菜製糖
  - かつての子会社。現在は明治ホールディングスの資本が強いが、事業面では当社と提携関係にある。
- 明治機械（※明治機械製作所とは別会社）
  - 穀物の粉砕機などを製造している機械メーカー。2013年に明治ホールディングスが保有株式を売却し、提携関係を解消した。